# Protochauliodes spenceri
Protochauliodes spenceri is een insect uit de familie Corydalidae, die tot de orde grootvleugeligen (Megaloptera) behoort. De soort komt voor in het zuidoosten van Canada en het westen van de Verenigde Staten.